# Gartenflora
Gartenflora (abreviado Gartenflora) fue una revista ilustrada con descripciones botánicas que fue editada en Alemania. Se publicaron 87 números en los años 1852-1938; n.s., 1938-1940, con el nombre de Gartenflora. Monatschrift für deutsche und schweizerische Garten und Blumenkunde Herausgegeben von E. Regel. Erlangen.
Fue una revista mensual de botánica y horticultura fundada en 1852 por Eduard von Regel (futuro director del Jardín Botánico Imperial de San Petersburgo de 1875 a su muerte en 1892), publicado en alemán. Fue publicado por primera vez en Erlangen por el editor Ferdinand Enke, entonces publica bajo la responsabilidad de la Sociedad Rusa de Horticultura San Petersburgo , en 1860, cinco años después de la instalación general, en San Petersburgo, hasta 1868, cuando la compañía cambió su nombre, convirtiéndose en la Sociedad de Horticultura Imperial de San Petersburgo (1869-1894). A continuación se publica en Berlín por la Sociedad Hortícola de Prusia (Verein zur Beförderung de Gartenbaues Preußischen in den Staaten) 1894-1910 y 1911-1940 por sociedad de horticultura alemana (Deutsche Gartenbau-Gesellschaft).
Inicialmente, Eduard von Regel fue asistido por la parte alemana de los botánicos Hermann Jaeger de Eisenach (jardinero de la corte de Eisenach ) y la parte suiza de Karl Eduard Ortgies, jardinero en jefe del jardín botánico de Zúrich , a los que se unen otros botánicos más tarde como Carl David Bouché, inspector del Jardín Botánico de Berlín y P. Francke jardinero en jefe del Real Jardín Botánico de Erlangen.
La revista dejó de publicarse entre junio y octubre de 1920, entre septiembre y diciembre de 1923 y finalmente en 1940.